# Lethem (Guyana)
Lethem ist eine Stadt im Süden Guyanas. Sie hat 1702 Einwohner (Stand 2012) und ist die Hauptstadt der Region Upper Takutu-Upper Essequibo.

## Geographie
Lethem liegt am östlichen Ufer des Flusses Rio Tacutu gegenüber von Bonfim in Brasilien, mit dem es über die Takutu River Bridge verbunden ist. Unmittelbar südlich von Lethem, auf dem anderen Ufer des Moco-Moco, der dort in den Takutu mündet, liegt das Dorf St. Ignatius (St. Ignatius Village), das aus einer Missionsstation der Jesuiten entstand.
Die Region um Lethem ist von Savanne geprägt.

## Infrastruktur

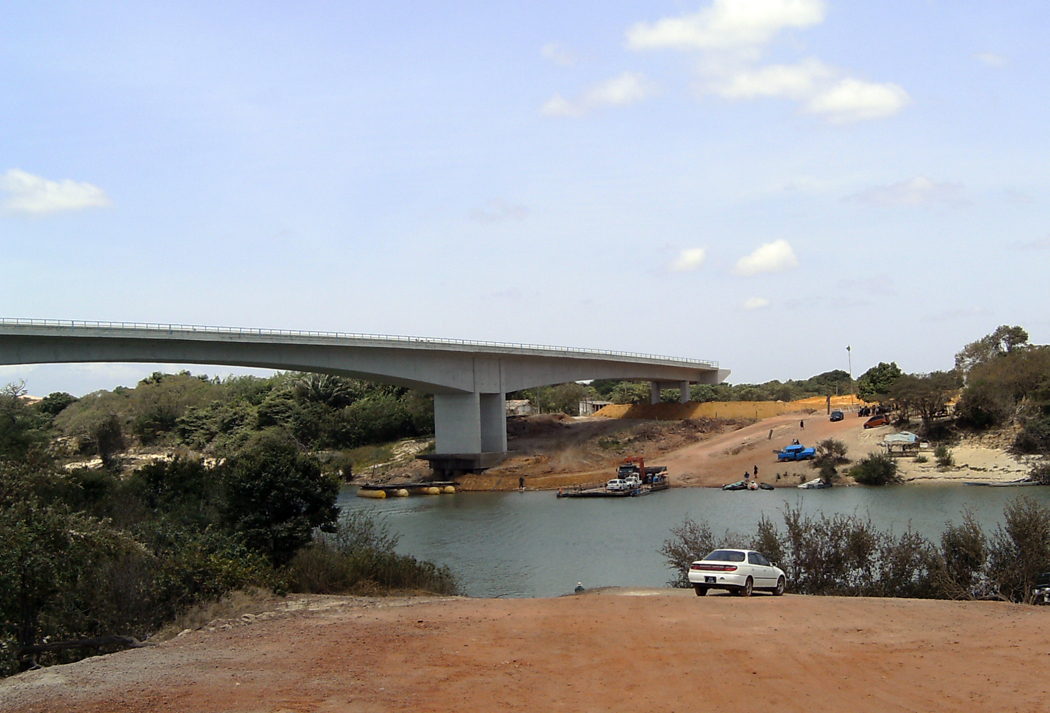
Die internationale Brücke über den Tacutu

Lethem ist das bedeutendste Verkehrszentrum im Süden Guyanas. Es ist über eine Fernstraße mit der Hauptstadt Georgetown und über die 2009 eröffnete Brücke mit Brasilien verbunden. Außerdem gibt es Flüge vom Flughafen Lethem in verschiedene Städte Guyanas.